# Josep Maria Jarque i Jutglar
Josep Maria Jarque i Jutglar (Barcelona, 16 de febrer de 1935 - Terrassa 10 d'agost de 2016) va ser un pedagog català.

## Biografia[calcitació]
Va iniciar l'activitat docent a escoles Laietània (1953/1954 i 1955-1956), Col·legi Sant Gregori (1956-1957) i Col·legi internat La Molina (1957-1958).
Fou director dels Tallers Educatius Emmaus a Barcelona, Les Fonts de Terrassa i Pontons (1958-1959 i 1961-1962). També fou director del Centre de Pedagogia Terapèutica de Terrassa (1962-1973) i de les colònies d'estiu de les parròquies de Sabadell a Canyamars (1965-1967).
Va ser nomenat Cap de l'Oficina Tècnica del Servei de Recuperació i Rehabilitació de Minusvàlids (SEREM) a Catalunya: Centre Pilot de Sant Just Desvern i Servei d'Estudis sobre Deficiència Mental (1973-1974 i 1977-1978). Així mateix, fou Cap de l'Equip d'Assessorament i Orientació Psicopedagògica (1973-1979) i Expert del Real Patronato de Atención a Minusválidos (1977-1984).
Fou Assessor tècnic del Departament d'Ensenyament i Cultura de la Generalitat de Catalunya; vocal en representació del Departament d'Ensenyament de la Generalitat de Catalunya, de la Comissió de Coordinació amb el Ministerio d'Educación y Ciencia (1978-1980), Cap del Servei d'Educació Especial del departament d'Ensenyament de la Generalitat de Catalunya (1980-1987), Director del Programa de Descentralització del Departament d'Ensenyament de la Generalitat de Catalunya (1985-1986), Cap del Servei de programes Educatius de la Generalitat de Catalunya (1987-1988) i Assessor, en matèria d'educació especial, del conseller d'Ensenyament de la Generalitat de Catalunya (1989-16 de febrer del 2000).
A aquest itinerari, s'hi ha d'afegir la col·laboració amb l'Escola de Mestres Rosa Sensat com a membre de la comissió pedagògica i com a professor de l'Escola d'estiu (1965-1968), així com l'activitat docent a les Jornades tècniques d'expressió i comunicació de l'Institut Municipal d'Educació de l'Ajuntament de Barcelona (1968-1974), als cursos oficials de Formació de Professors de Pedagogia terapèutica de l'escola Normal de Barcelona (1973-1981), i als cursos oficials de Diplomats de l'Escola de Psicologia de la Universitat de Barcelona (!966-1967 i 1968-1969). Cal esmentar, també: l'organització, juntament amb els professors André Lapierre, Bernard Aucoutourier i Jean Loudes, dels primers cursos que s'impartiren a Espanya sobre el nou concepte d'educació psicomotriu (1970); la introducció, juntament amb els pares Segura, Bissonier i Jung, de la catequesi especialitzada a l'Estat Espanyol (1965-1970); la participació com a ponent, juntament amb Alfredo Fierro i María Luisa Ramón Laca, en la redacció del «Plan nacional de educación especial», per encàrrec del Ministerio de Educación y cinecia (1976); la participació en la comissió parlamentària que elaborà el Projecte de llei d'integració social dels minusvàlids (1979-1980); la participació, en qualitat d'expert de l'Oficina de les Nacions Unides a Ginebra i de l'Organització per a la Cooperació i Desenvolupament Econòmic (OCDE), en diferents seminaris sobre atenció a les persones amb discapacitats: Hyvinkää (1976), Lisboa (1977) i Malmöe (1982); i, finalment, la participació en la Plataforma ciutadana per a una escola inclusiva (2000-2016).
L'any 2000 va rebre la Creu de Sant Jordi per la seva tasca a favor de les persones discapacitades. L'any 2001 la Medalla de la Ciutat de Terrassa. L'any 2014 va ser nomenat Terrassenc de l'Any.